# Ave Crux Alba

Escut de l'Ordre de Malta

Ave Crux Alba (Salve, Creu Blanca en llatí), és l'himne oficial de l'Ordre de Malta, entitat sobirana que manté relacions diplomàtiques amb més de 100 països del món. L'autor de la lletra és desconegut, i el compositor també. Ni tan sols se sap quan va ser adoptat aquest himne.

## Lletra en llatí
«Ave Crux alba, summae pietatis signum,
Ave Crux alba, salutis nostra sola spes,
Corda fidelium inflamma, adauge gratiam, adauge gratiam.
Ut omnia vincat tuorum ardens caritas,
Ut omnia vincat tuorum ardens caritas.»